# Sebastião Salgado
Sebastião Ribeiro Salgado Júnior (Aimorés, 8 febbraio 1944 – Parigi, 23 maggio 2025) è stato un fotografo e fotoreporter brasiliano.
Fotoreporter umanista, è considerato uno tra i maggiori fotografi dei secoli XX e XXI. Per il World Press Photo è stato «più volte candidato al premio di fotografo dell'anno»

## Biografia
(Peter Sager)
Dopo una formazione universitaria di economista e statistico decide, in seguito ad una missione in Africa, di diventare fotografo. Nel 1973 realizza un reportage sulla siccità del Sahel, cui ne segue un altro sulle condizioni di vita dei lavoratori immigrati in Europa. Nel 1974 entra nell'agenzia Sygma e documenta la rivoluzione in Portogallo e la guerra coloniale in Angola e in Mozambico. Nel 1975 entra a far parte dell'agenzia Gamma ed in seguito, nel 1979, della celebre cooperativa di fotografi Magnum Photos.

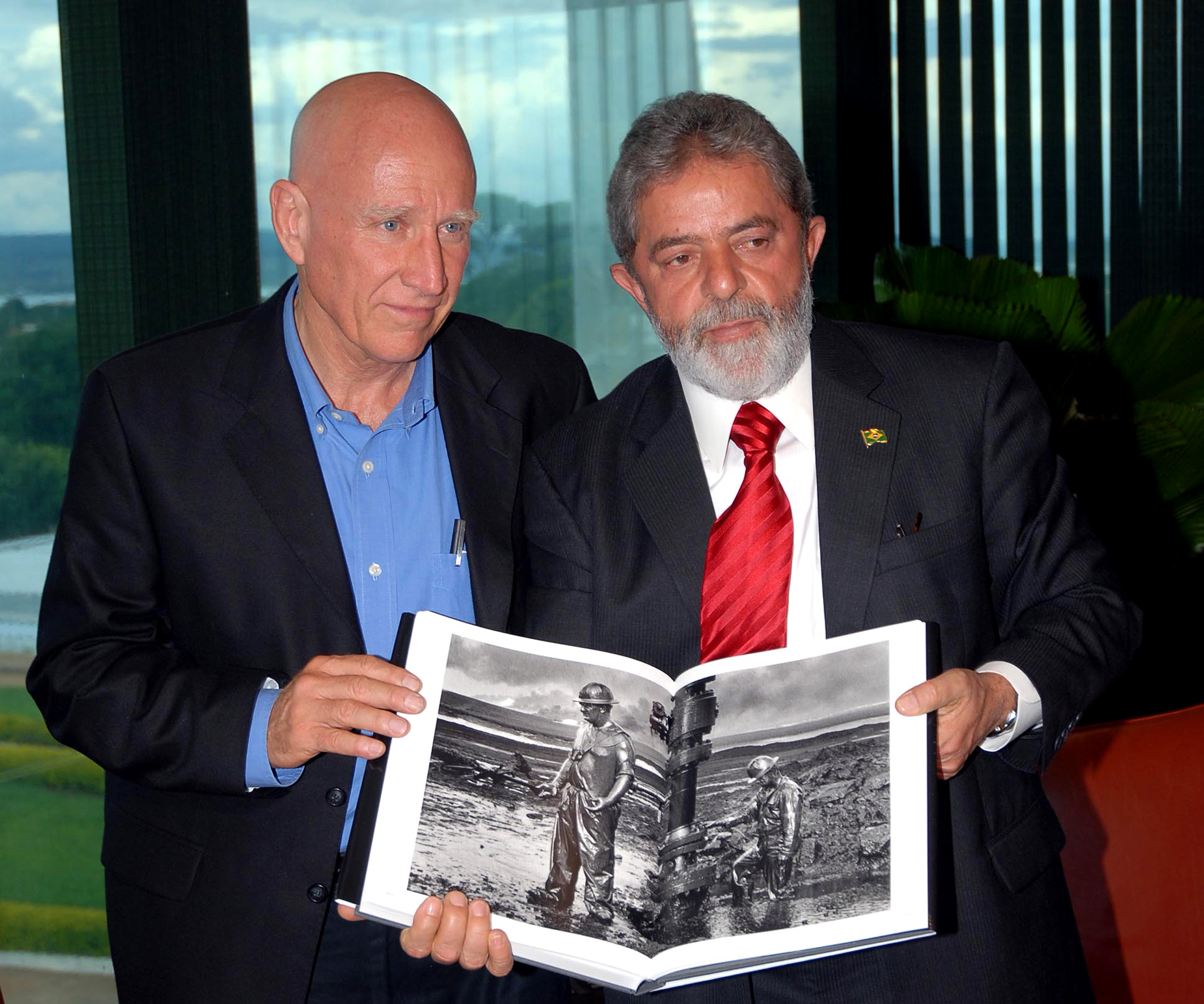
Sebastião Salgado mentre regala a Lula da Silva uno dei suoi libri.

Nel 1994 lascia la Magnum per creare, insieme a Lélia Wanick Salgado, Amazonas Images, una struttura autonoma completamente dedicata al suo lavoro. Salgado si occupa soprattutto di reportage di impianto umanitario e sociale, dedicando mesi, se non addirittura anni, a sviluppare e approfondire tematiche di ampio respiro. A titolo di esempio, possiamo citare i lunghi viaggi che, per sei anni, lo portano in America Latina per documentarsi sulla vita delle campagne; questo lavoro ha dato vita al libro Other Americas.
Durante i sei anni successivi Salgado concepisce e realizza un progetto sul lavoro nei settori di base della produzione. Il risultato è La mano dell'uomo, una pubblicazione monumentale di 400 pagine, uscita nel 1993, tradotta in sette lingue e accompagnata da una mostra presentata finora in oltre sessanta musei e luoghi espositivi di tutto il mondo.
Dal 1993 al 1999 Salgado lavora sul tema delle migrazioni umane. I suoi reportages sono pubblicati con regolarità da molte riviste internazionali. Oggi, questo lavoro è presentato nei volumi In Cammino e Ritratti di bambini in cammino, due opere che accompagnano la mostra omonima edite in Italia da Contrasto. Nel 2013 Salgado ha dato il suo sostegno alla campagna di Survival International per salvare gli Awá del Brasile, la tribù più minacciata del mondo. Nell'agosto 2013 O Globo ha pubblicato un lungo articolo sulla tribù, corredato dalle sue fotografie.

## Stile
Con studi di economia alle spalle, Salgado approda tardi nel mondo della fotografia, occupandovi subito una posizione di primo piano. Le sue opere si ispirano a quelle dei maestri europei, filtrate però dall'eredità culturale sudamericana. Esse attirano l'attenzione su tematiche scottanti, come i diritti dei lavoratori, la povertà e gli effetti distruttivi dell'economia di mercato nei Paesi in via di sviluppo. Una delle sue raccolte più famose è ambientata nella miniera d'oro della Serra Pelada, in Brasile, e dove migliaia di persone, giunte da tutto il mondo a causa della presenza di filamenti auriferi nel terreno, sono ritratte mentre si arrampicano fuori da un'enorme cava su primitive scale a pioli, costretti, da nessuno se non dalla propria dipendenza nei confronti dell'oro, a caricare sacchi di fango che potrebbero contenere tracce del metallo.
Salgado scattava nel modo tradizionale, usando pellicola fotografica in bianco e nero e una fotocamera da 35 mm: strumenti portatili e poco ingombranti. È nota la sua preferenza per le macchine Leica, in virtù della qualità dei loro obiettivi. Particolarmente attento alla resa dei toni della stampa finale, Salgado applica uno sbiancante con un pennello per ridurre le ombre troppo intense.
Nel corso della realizzazione del progetto Africa, Salgado ha avuto la necessità di stampare alcune scene in grande formato. Ma la Leica non gli consentiva di andare oltre una certa misura, per cui ha iniziato ad utilizzare una Pentax 645, che utilizza una pellicola medio formato 120 per realizzare negativi 6x4,5 cm.
All'inizio della realizzazione del progetto Genesis, inoltre, egli ha calcolato che avrebbe dovuto girare il mondo con 600 rullini di formato 220, con un peso di 30 chili circa di pellicola. Ma con le misure di sicurezza instaurate negli aeroporti di tutto il mondo, in conseguenza degli attentati dell'11 settembre, le pellicole avrebbero dovuto attraversare più volte i rilevatori a raggi X, con perdita di qualità dell'immagine e quindi del vantaggio qualitativo che avrebbe dovuto derivare dall'uso del medio formato. Per tale motivo, il fotografo ha deciso di utilizzare una Canon 1Ds Mark III, da 21 megapixel, riducendo il peso previsto del materiale sensibile, da 30 kg delle pellicole, ad 1,5 kg di schede digitali. La mostra che ne è risultata, Genesi, è stata esposta in varie città del mondo, fra cui, per l'Italia, Roma, Napoli, Milano, Genova, Forlì.

## Mostre principali
- Trento, 2025 - 2026, Sebastião Salgado. Ghiacciai, dal 12 aprile al 11 gennaio 2026, MUSE
- Rovereto, 2025, Sebastião Salgado. Ghiacciai, dal 12 aprile al 21 settembre 2025, Mart
- Genova, 2024, Aqua Mater, dal 22 marzo al 14 luglio 2024, Palazzo Ducale di Genova
- Roma, 2021 - 2022, Amazônia, dal 1º ottobre 2021 al 13 febbraio 2022, Maxxi - Museo Nazionale delle arti del XXI secolo
- Reggio nell'Emilia, 2019, Africa, dal 9 febbraio al 24 marzo 2019, Caffè letterario Binario49 di via Turri e Spazio Gerra di piazza 25 Aprile
- Milano, 2017 - 2018, Kuwait. Un deserto in fiamme, dal 20 ottobre 2017 al 18 marzo 2018, Fondazione FORMA di via Meravigli
- Venaria Reale, 2018, Sebastião Salgado. Genesi, dal 22 marzo 2018 al 16 settembre 2018, Sale dei Paggi - Reggia di Venaria
- Boston, 2017, Greatest Hits, Robert Klein / Ars Libri
- Santa Monica, 2017, A Life in Photography, Peter Fetterman Gallery
- Rio de Janeiro, 2016, Em Breve, Galeria Silvia Cintra
- Londra, 2015, Other Americas, The Photographers' Gallery - Print sales
- Singapore, 2014, Sebastião Salgado, Sundaram Tagore Gallery
- Toronto, 2013, Genesis, Royal Ontario Museum
- Gainesville, 2012, World Witness, Samuel P. Harn Museum of Art
- Hong Kong, 2011, The Global Photographer, Sundaram Tagore Gallery
- Tokyo, 2009, Africa, Tokyo Metropolitan Museum of Photography
- Berlino, 2008, In Principio: Un viaggio fotografico attraverso le terre del caffe' , Berlin the Cultural Forum for Photography
- Madrid, 2007, África (Africa), BBVA. Sala de exposiciones de Azca
- Parigi, 2005 - 2006, Territoires et Vies, dal 29 settembre 2005 al 15 gennaio 2006, Biblioteca nazionale di Francia, site Richelieu
- San Paolo, 2004, Genesis, Museu de Arte Contemporãnea (MAC) da Universidade de São Paulo (USP)
- Aberystwyth, 2003, The Children: Refugees & Migrants, Aberystwyth Arts Centre

## Libri
- 100 Foto per difendere la libertà di stampa, Edizioni Gruppo Abele, novembre 1996.
- Terra (Terra. Struggle of the Landless), 100 foto in bianco e nero, Prefazione di José Saramago, Milano, Contrasto, 2001, ISBN 978-88-869-8205-4.
- La mano dell'uomo, Contrasto due, Roma, 2002.
- Genesis, Taschen, 2013.
- Dalla mia Terra alla Terra , con Isabelle Francq, Milano, Contrasto, 2014

## Documentario
Nel 2014 il figlio di Salgado, di nome Juliano Ribeiro Salgado, con Wim Wenders dirige il documentario Il sale della terra, che ritrae le opere del fotografo brasiliano. Il film documentario ottiene una candidatura ai premi Oscar 2015. Il 30 dicembre 2018, in Italia, il film è stato trasmesso dalla rete televisiva Rai 5

## Riconoscimenti
- 1982
  - Eugene Smith Award for Humanitarian Photography , USA.
  - Award for continuing the project on the Latin American paysants, Ministry of Culture, France.
- 1984 - Prix de la Ville de Paris et Kodak, for a first photographic book, "Other Americas", France.
- 1985
  - World Press Photo Award, Holland.
  - Oskar Barnack Prize, for Humanitarian Story, West Germany.
- 1986
  - Premio de la Foto Ibero Americana, Spain.
  - Photojournalist of the Year Award, The International Center of Photography, USA.
  - Prix du Livre, for "Sahel, l'Homme en Détresse", Arles International Festival, France.
  - ASMP Award, USA.
  - Two Awards Grand Prix and Prix du Public for the show "Other Americas" from the "Month of Photography", Paris Audio Visuel, France.
- 1987 
  - Photographer of the Year Award, American Society of Magazine Photography, USA.
  - Olivier Rebbot Award, from Overseas Press Club, USA.
  - Jounalistenpreis Entwicklungspolitik, West Germany Government.
  - Prix Villa Médicis, Ministry of Foreign Affairs , France.
- 1988
  - Erich Salomon Prize, West Germany.
  - Premio de Fotografía Rey de España, Spain.
  - Photojournalist of the Year Award, International Center of Photography, USA.
  - The Gold Award, Art Directors Club, USA.
- 1989
  - Erna and Victor Hasselblad Award, for life achievement, Sweden.
  - The Artist of Merit Josef Sudek Medal, Tchecoslovakia.
- 1990
  - The Maine Photographic Workshop Award for the best Photography Book "An Uncertain Grace, USA.
  - Visa d'Or Award, International Festival of Photojournalism of Perpignan, France.
- 1991
  - The Common Wealth Award, For Mass Communication, USA.
  - Le Grand Prix de la Ville de Paris, France.
  - The Gold Award, Art Directors Club, USA.
  - The Gold Award, Art Directors Club, USA.
- 1992
  - Elected Foreign Honorary Member of the "American Academy of Arts and Science", Massachusetts, USA.
  - Oskar Barnack Prize, Germany.
  - Art Directors Club Award, Germany.
- 1993
  - Prize for the Best Photography Book of the Year, for "Workers" Arles International Festival, France
  - Trophée Match d'Or, for life achievement. France.
  - The "World Hunger Year Harry Chapin Media Award", for photojournalism, for the book "Workers", USA.
- 1994
  - Award Publication for the book "Workers",the International Center of Photography, USA.
  - Award "Centenary Medal" and "Honorary Fellowship", The Royal Photographic Society of Great Britain, England.
  - "Professional Photographer of the Year" PMDA Photographic Manufacturers and Distributors Association, USA.
  - Grand Prix National, Ministry of Culture and French-Speaking Countries, France.
  - Award of Excellence, and Silver Award, Society of Newspaper Design, USA.
- 1995
  - Silver Medal, Art Directors Club, USA.
  - Silver Medal, Art Directors Club, Germany.
- 1996
  - Award «Overseas Press Club of America», Citation for Excellence, USA.
  - Auszeichnung, Art Directors Club, Germany.
- 1997
  - Prêmio Nacional de Fotografia, Ministry of Culture, Funarte, Brazil.
  - Prêmio A Luta pela Terra, Personalidade da reforma agrária, Movement of Landless Peasants, Brazil.
- 1998
  - Silver medal, Art Directors Club, Germany.
  - The 1998 Alfred Eisenstaedt «Life Legend» Award, Life Magazine, USA.
  - Prêmio Jabuti, for the book «Terra», Brazil.
  - «Principe de Asturias» Award for Arts, Spain.
- 1999
  - The 1999 Alfred Eisenstaedt Award for Magazine Photography/ The Way we live. USA.
  - Prêmio Unesco, category Culture. Brazil.
- 2000 - Medal of “Presidenza della Repubblica Italiana”, International Research Center Pio Manzù, Italy.
- 2001
  - “Doutor Honoris Causa”, University of Evora, Evora, Portugal.
  - Honorary Doctor of Fine Arts, New School University, New York, USA.
  - Honorary Doctor of Fine Arts, The Art Institute of Boston at Lesley University, Boston, USA.
  - Prêmio Muriqui 2000, Conselho Nacional da Reserva da Biosfera da Mata Atlântica, Brazil.
  - UNICEF Goodwill Ambassador.
  - "Ayuda en Accion" prize, Ayuda en Accion NGO, Madrid, Spain.
- 2002
  - Honorary Doctor of Letters, University of Nottingham, Nottingham, United Kingdom.
  - The Art Directors Club 81st Annual Awards 2002 Merit Award for “The final fight against polio”, USA.
- 2003 - International Award of The 2003 Photographic Society of Japan's, Tokyo, Japan.
- 2004 - “Comendador da Ordem de Rio Branco”, Brazil.
- 2005 - Gold Medal Award for Photography, The National Arts Club, New York, USA.
- 2007 - Prix « Michael Horbach Stiftung ». Germany .
- 2008 - "Faz Diferença " prize, Globo, Rio de Janeiro, Brazil.
- 2010
  - « Excellence in the reporting of social issues » Award, The American Sociological Association. USA.
  - NANPA Lifetime Achievement Award, The North American Nature Photography Association. USA.
- 2019 - Premio internazionale per la pace degli editori tedeschi[10]
- 2021 - Premio Imperiale